# سپهرم
سِپِهرَم نام یکی از پهلوانان تورانی است از خاندان افراسیاب که در جنگ دوازده رخ به دست هجیر کشته شد. پیران سپهسالار تورانیان ده سالار جنگجو برای مبارزه برگزید که هفتمین نفر سپهرم بود به میدان آمد:
| هجیر و سپهرم به کردار شیر |  | بـدان رزمگـاه انـدر آمـد دلیـر |

## سپهرم در شاهنامه
سپهرم نامداری بود از بستگان افراسیاب، با شوکت و جلال، ظاهراً فرمانفرمای ایالتی در توران. چون هفتمین نبرد میان هجیر که در میان لشکر سواری مانند او کم بود با سپهرم آغاز شد. هجیر دلاور بمانند شیر ژیان بر سپهرم فرود آمد و جدال آنان با شمشیر شروع شد و از پیکارشان گردی سیاه فضای میدان را گرفت، سر انجام هجیر تیغی بر سر و ترگ سپهرم زد که همان زمان از اسب فرو افتاد و جان داد. هجیر پیاده گشت او را از بر زین ببست و بالای تپهٔ نشان آمد نعره پیروز باد شاه پیروزگر (کیخسرو) سر داد:
| برون تاخت هفتم ز گردان هجیر |  | یکی نامداری سواری هژیر       |
| سپهرم ز خویشان افراسیاب     |  | یکی نامور بود با جاه و آب    |
| ابا پور گودرز رزم آزمود     |  | که چون او به لشکر سواری نبود |
| برفتند هر دو بجای نبرد      |  | بر آمد ز آوردگه تیره گرد     |
| به شمشیر هر دو بر آویختند   |  | همی ز آهن آتش فرو ریختند     |